# Teterower See
Teterower See är en insjö i tyska förbundslandet Mecklenburg-Vorpommern. Sjön ligger nordost om staden Teterow i distriktet Rostock. Staden har givits namn åt sjön. 